# 원주 구룡사 보광루
원주 구룡사 보광루(原州 龜龍寺 普光樓)는 대한민국 강원특별자치도 원주시 소초면 학곡리, 구룡사의 불이문 역할은 하는 건물이다. 2004년 1월 17일 강원도의 유형문화재 제145호로 지정되었다.

## 개요
보광루는 치악산 중턱에 위치한 구룡사의 불이문 역할을 하는 건물이다. 구룡사의 진입은 사천왕문을 통과하여 보광루 밑을 지나 대웅전 앞으로 나아가게 되어 있다.
앞면 5칸, 옆면 2칸의 익공집으로 맞배지붕의 형태를 하고 있다. 기단은 자연석이며 배흘림이 있는 둥근기둥을 세운 뒤에 그 위로 누각형 건물을 올렸다.
누각층은 대웅전 앞의 마당을 향해 개방시킨 형태이며, 기둥은 1층보다 빈약한 배흘림이 없는 원형기둥을 사용하였다. 천장은 우물반자이며, 누마루는 우물마루인데, 한때 마루에는 우리나라에서 제일 큰 멍석이 깔려 있었다고 한다.

## 현지 안내문
구룡사는 치악산 능선 밑의 급경사지에 동향의 배치를 하고 있으며, 조선중기 이후 산지에 건립된 사찰의 모습을 잘 보여주고 있다. 구룡사의 출입은 사천왕문을 통과하여 보광루 아래부분의 트여 있는 가운데 칸을 통로로 삼아 대웅전 앞으로 나아가도록 하는 누하진입방식인데, 이러한 방식은 경사진 지형에 조성된 사찰에서 많이 볼 수 있다.
보광루는 구룡사의 가람배치에서 불이문의 성격을 가진 건물로 공간의 위계를 구분함과 동시에 누각 아래를 통한 진입으로 전이공간 역할을 한다. 정면5칸, 측면 2칸의 익공집으로 홑처마 맞배지붕의 형태를 하고 있으며, 자연석 기단 위에 자연석으로 초석을 놓고 그 위에 배흘림이 있는 튼실한 원형기둥을 세워 아래층을 구성하고 있다. 출입통로로 사용되는 가운데 1칸을 제외한 나머지 옆칸은 판벽으로 막아 창고 공간으로 쓰고 있는데, 창고 안쪽으로도 기둥을 세워 놓았으며, 각 칸마다 두 줄씩 가로·세로로 보를 놓았다.
누각층은 대웅전 앞의 마당공강을 향해 벽체가 없이 개방 시켰으나 나머지 3면은 판벽으로 처리하였고, 정면의 각 칸 사이에는 2짝 판문을 달았다. 기둥은 1층보다 빈약하고 배흘림이 없는 원형기둥을 사용하였고, 이익공 형식으로 연꽃과 연꽃 봉우리를 장식하였으며, 기둥머리에는 봉황머리를 장식하였다.
누마루는 우물마루이며, 천장은 우물반자이다.

## 갤러리
- 대웅전 방향에서 바라본 모습
- 2008년의 모습

## 같이 보기
- 구룡사
- 구룡사 대웅전

## 참고 자료
- 원주구룡사보광루 - 국가유산청 국가유산포털